# Ticino (ort)
Ticino är en ort i Argentina.   Den ligger i provinsen Córdoba, i den centrala delen av landet, 500 km väster om huvudstaden Buenos Aires. Ticino ligger 204 meter över havet och antalet invånare är 1 895.
Terrängen runt Ticino är mycket platt. Runt Ticino är det ganska glesbefolkat, med 25 invånare per kvadratkilometer.. Ticino är det största samhället i trakten.
Trakten runt Ticino består till största delen av jordbruksmark.